# Mohácsi Regős Ferenc
Mohácsi Regős Ferenc (Mohács, 1917. március 25. – Budapest, 2003. november 22.) magyar festőművész, grafikus, művésztanár.

## Életpályája
1938–1942 között a Magyar Képzőművészeti Főiskola hallgatója volt; rajztanári diplomát szerzett. 1940-ben és 1966-ban Csehszlovákiában járt tanulmányúton. 1942-ben Jugoszláviában tett tanulmányutat. 1942–1945 között katonaként szolgált, ahol hadifogoly lett, s a Szovjetunióba került. 1947–1977 között művésztanárként dolgozott; ifjúsági és gyermekszakköröket vezetett. 1984–1986 között ausztriai tanulmányúton vett részt.

## Egyéni kiállításai
- 1948, 1973, 1978, 1982 Budapest
- 1968, 1988 Mohács
- 1986 Bécs

## Díjai
- Nemes Marcell-díj (1936)
- a Művészek és Műpártolók Országos Egyesületének aranyérme (1941)
- a Szépmívesek Országos Egyesületének nagydíja (1943)
- a Nemzetközi Ipari Vásár grafikai díja (1949)
- Székely Bertalan-emlékérem (1977)
- a Fővárosi Tanács nívódíja (1984)
- Pro Urbe Mohács (1988)
- Mohács díszpolgára (1993)[3]
- Corvin Művészeti Emlékérem (1995)[3]
- Magyar Ezüst Érdemkereszt (1997)[4]
- Budapest XVI. kerületének díszpolgára (1997)[5]